# Monte Revole
Il Monte Revole (1.282,4 m s.l.m.) è una montagna  , situata tra i territori comunali di Itri e Formia (LT), e quello di Esperia (FR) nel Lazio, all'interno del territorio del parco naturale dei Monti Aurunci.

## Descrizione
Si caratterizza per una lunga ed accidentata cresta, dove il CAI di Esperia ha realizzato un lungo ed impegnativo percorso di crinale, contrassegnato dai segnavia bianco rossi del n 59. Notevoli le imponenti formazioni Geolitiche ed i panorami sulle valli, in particolare sulla Valle Lago che compare come un cerchio verde in mezzo allo sterminato bosco mesofilo. Interessante il percorso dal punto di vista Botanico durante la stagione primaverile per le notevoli fioriture.